# NGC 4034
NGC 4034 é uma galáxia espiral (Sc) localizada na direcção da constelação de Draco. Possui uma declinação de +69° 19' 26" e uma ascensão recta de 12 horas, 01 minutos e 29,6 segundos.
A galáxia NGC 4034 foi descoberta em 6 de Abril de 1793 por William Herschel.